# 梅努阿皇家老鹰足球俱乐部
梅努阿皇家老鹰足球俱乐部（Aigle Royal Menoua）是一支位于喀麦隆梅努阿地区德尚的职业足球俱乐部。
球队的主体育场为德尚市立体育场，体育场可容纳5000名球迷。